# Lasiopetalum dielsii
Lasiopetalum dielsii är en malvaväxtart som beskrevs av Ernst Georg Pritzel. Lasiopetalum dielsii ingår i släktet Lasiopetalum och familjen malvaväxter. Inga underarter finns listade i Catalogue of Life.